# The Twonky

The Twonky este un film SF de comedie american din 1953 regizat de Arch Oboler. În rolurile principale joacă actorii Hans Conried, Billy Lynn, Gloria Blondell, Janet Warren.

## Prezentare
Profesorul Kerry West descoperă că televizorul său este viu, aparent posedat de ceva din viitor, având intenția de a-i reglementa viața de zi cu zi.

## Actori
- Hans Conried este Kerry West
- Janet Warren este Carolyn West
- Billy Lynn este Coach Trout
- Edwin Max este the Television Deliveryman
- Gloria Blondell este the Bill Collector
- Evelyn Beresford este Old Lady Motorist
- Bob Jellison este the TV Shop Owner
- Norman Field este the Doctor
- Stephen Roberts este Head Treasury Agent
- Connie Marshall este Susie
- William Phipps este Student
- Lenore Kingston este Offended Phone Operator #2
- Alice Bakes este Offended Phone Operator #1